# Fantasy Flight Games
Fantasy Flight Games (FFG) é uma desenvolvedora de jogos de tabuleiro americana sediada em Roseville, Minnesota, Estados Unidos, que cria e publica jogos de RPG, tabuleiro, cartas e dados. Desde 2014, é uma divisão da Asmodee North America.

## História
Foi fundada em 1995 por seu CEO Christian T. Petersen como Fantasy Flight Publishing. Desde o lançamento de seu primeiro jogo (Twilight Imperium) em 1997, a empresa tem operado como Fantasy Flight Games (FFG). Desde então, a FFG se tornou um dos maiores nomes na indústria de jogos, sendo líder de mercado em jogos de tabuleiro e mantendo sua presença nas categorias de jogos de cartas, RPG e jogos de miniatura.
De 2000 a 2008, a FFG produziu uma série de suplementos e aventuras para Dungeons & Dragons 3ª edição sob a Open Gaming License. Esta série era conhecida coletivamente como Legends & Lairs. Esses livros incluíam suplementos para classes, novos feitiços e opções para magia, ambientes, assim como uma série de livretos de "Aventura Instantânea" (Instant Adventure), aventuras 'Standalone', feitas para poderem serem inseridas em outras campanhas maiores.
Em 2008, a FFG fez uma parceria com a Games Workshop para criar jogod de RPG, tabuleiro e jogos de cartas nos cenários de Warhammer e Warhammer 40.000. A FFG anunciou o fim dessa parceria em 9 de setembro de 2016. Dês de 28 de fevereiro de 2017, a FFG não oferece mais para venda nenhum jogo feito em conjunto com a Games Workshop.
Em agosto de 2011, a Fantasy Flight Games adquiriu a licença para lançar jogos de cartas, de miniaturas e de RPG ambientados no universo Star Wars.
De 2010 a 2013, a FFG foi parceira da Dust Studio na publicação e distribuição do wargame em miniatura Dust Tactics, de Paulo Parente. Comentando sobre a mudança em 2013, Petersen afirmou que “ficou claro que Paolo e os jogos Dust seriam melhor atendidos por um parceiro especializado em jogos em miniatura”.
A Fantasy Flight Games era conhecida por sua seu cenário para D&D Midnight, que também foi transformada em um filme chamado Midnight Chronicles. A Fantasy FLight não mais produz Midnight, e os direitos  agora são da Edge Studios.
Em 17 de novembro de 2014, foi anunciado que a Fantasy Flight Games havia concordado com uma fusão com a empresa de publicação de jogos de Tabuleiro francesa Asmodée Éditions.
A Asmodee ajudou a trazer alguns dos jogos de tabuleiro da Fantasy Flight para a forma digital e, em outubro de 2017, a Asmodée e a Fantasy Flight anunciaram a formação da Fantasy Flight Interactive, uma divisão dedicada a trazer mais jogos de tabuleiro físicos da Fantasy Flight para implementações digitais. No entanto, como parte de um conjuto maior de demissões, a Fantasy Flight optou por fechar a Fantasy Flight Interactive em janeiro de 2020.

## Jogos

### Living Card Games
"Living Card Game" ("jogo de cartas vivo", em tradução livre) é um termo registrado pela Fantasy Flight Games para jogos de cartas expansíveis. A FFG define um “Jogo de Cartas Vivo” como uma variante dos jogos de cartas colecionáveis. Os LCGs têm expansões regulares e construção de decks como os JCCs, mas não têm o "modelo de compra às cegas" dos CCGs. Em vez de conjuntos iniciais e pacotes fechados com cartas aleatórias, os LCGs têm conjuntos iniciais e pacotes de expansão com distribuição fixa e não aleatória de cartas. Seus conjuntos iniciais vêm com decks iniciais pré-construídos e são projetados para serem independentes; eles podem ser jogados sozinhos como um jogo completo ou expandidos para jogo construído com expansões.
Muitos jogos de outras empresas usam um modelo de distribuição semelhante, mas como "Living Card Game" e suas iniciais "LCG" são marcas registradas da Fantasy Flight Games, outras editoras não usam esse termo. Por exemplo, a Upper Deck Entertainment relançou o VS System em 2015 como um jogo no estilo LCG, mas o comercializa como um "jogo de cartas para dois jogadores" ou "2PCG" (Two Player Card Game, em inglês) e o similar Doomtown: Reloaded foi chamado de "jogo de cartas expansível".

### KeyForge
A Fantasy Flight Games publicou o jogo de cartas KeyForge em 2018. Criado pelo designer de Magic: The Gathering, Richard Garfield, KeyForge difere de outros jogos de cartas colecionáveis (CCGs) porque usa geração procedural para criar baralhos únicos. Normalmente, os jogos de carta colecioáveis são vendidos em decks pré-montados ou em pacotes de cartas randomizados, o jogador criando seus próprios decks selecionando as cartas que deseja usar dentre as quais possui, normalmente com outras limitações adicionais dependendo do tipo de jogo. Mesmo nos Living Card Game da FFG os baralhos também são criados pelos jogadores. Já em KeyForge, chamado pela FFG de um "jogo de baralho único", cada baralho já vem montado e não pode ser adulterado, tendo sido gerado proceduralmente e possuindo uma carta com nome e arte únicas, chamada de Arconte. A IGN descreveu o jogo como "uma ideia nova e ousada e um formato de jogo muito diferente", mas questionou o modelo de randomização, especulando que "as pessoas não gastarão muito dinheiro em cartas raras, mas isso pode ter sido substituído por gastar muito dinheiro em caixas de baralho aleatórias na esperança de ter sorte com uma ótima combinação de cartas. Em 22 de junho de 2022, foi anunciado que a Ghost Galaxy havia adquirido a KeyForge da Fantasy Flight Games.

## Prêmios

### 2016 Origins Awards
- Board Game - Star Wars: Imperial Assault, criado por Justin Kemppainen, Corey Konieczka, e Jonathan Ying
- Miniatures Game - Star Wars Armada, criado por James Kniffen, Christian T. Petersen
- Role-Playing Game - Star Wars: Force and Destiny, criado por Jay Little[20]